# 3,4'-二羟基二苯乙烯
3,4'-二羟基二苯乙烯（英語：3,4′-Dihydroxystilbene）是一种芪类化合物，在绣球（学名：Hydrangea macrophylla）的根中有发现。